# Концепція глобальної рівноваги Медоуза
Проводячи за допомогою системної динаміки розрахунки для світу в цілому Форрестер і Медоуз прийшли до висновку, що протиріччя між обмеженістю земних ресурсів, зокрема, обмеженістю придатних для сільського господарства площ і зростаючими темпами споживання населення, яке збільшується, можуть привести на середину XXI ст. до глобальної кризи. Як альтернативу такому розвитку висувалася концепція «глобальної рівноваги», відповідно до якої необхідно негайно припинити збільшення чисельності населення земної кулі, обмежити промислове виробництво, зменшити приблизно в сто разів споживання ресурсів Землі.